# Fonteita (Lugo)
Fonteita (llamada oficialmente Santiago de Fonteita) es una parroquia española del municipio de Corgo, en la provincia de Lugo, Galicia.

## Organización territorial
La parroquia está formada por trece entidades de población, constando ocho de ellas en el nomenclátor del Instituto Nacional de Estadística español:

### Entidades de población
Entidades de población que forman parte de la parroquia:
- A Costa de Pandos
- Baldomiro
- Barrio (O Barrio)
- Calistro
- Chavín
- O Mesón dos Ramos
- O Noviño
- Rubial
- San Lourenzo
- Soutoluvián (Soutolubián)
- Vilaboa
- Vilamarín

### Despoblado
Despoblado que forma parte de la parroquia:
- Trasmeilán

## Demografía
| Gráfica de evolución demográfica de Fonteita entre 2000 y 2019 |
|                                                                |
| Datos según el nomenclátor publicado por el INE.               |